# Marianne Vilstrup
Marianne Vilstrup, född 6 december 1953 i Frederiksværk, Danmark är en tidigare dansk landslagsmålvakt i handboll.

## Karriär
Under hela sin landslagskarriär spelade hon för FIF i Köpenhamn. Hon spelade 140 landskamper utan att göra något mål, vilket förklaras av att hon var målvakt. Landslagsdebut 12 november 1972 (alltså nästan 19 år!) mot Västtyskland, då Danmark vann med 9-6 och sista landskampen 17 december 1985 mot USA i en dansk seger med 24-18. Alla dessa 13 år representerade hon FIF i Köpenhamn. FIF vann 1972 - 1985 8 danska mästerskap i handboll 1972, 1973,1974,1976,1978,1980,1981,1985 och det är därför inte en alltför avancerad gissning att Marianne Vilstrup är flerdubbel dansk mästare i handboll. Källor saknas för exakta antalet titlar.

## Klubb
- FIF, Fredriksbergs Idrottsförening  (1972?  - 1985 ?)

## Meriter
- Ett flertal dansk mästerskap med FIF 1972-1985

### Fotnoter
1. ↑  ”FIF Håndbold / Statistik”. Arkiverad från originalet den 22 april 2019. https://web.archive.org/web/20190422234500/http://fifhaandbold.dk/om-fif/statistik/. Läst 24 februari 2019.
2. ↑  ”Haslund info / Marianne Vilstrup”. http://www.haslund.info/haandbold/20_dame/20_spillere/vilmar.asp. Läst 24 februari 2019.